# Алекперов, Шахмар Зульфугар оглы
Шахмар Зульфугар-оглы Алекперов (азерб. Şahmar Zülfüqar oğlu Ələkbərov; 23 августа 1943, Кировабад — 12 августа 1992, Баку) — азербайджанский и советский актёр и кинорежиссёр, Народный артист Азербайджанской ССР (1989). Член КПСС с 1978 года.

## Жизнь и творчество

### Ранние года
Шахмар Алекперов родился 23 августа 1943 года в городе Кировабад (ныне — Гянджа) Азербайджанской ССР. Его отец Зульфугар был родом из Джебраила, а мать — из Тифлиса. Когда Шахмару было 9 лет, его семья переехала из Гянджи в Баку. Он закончил среднюю школу в возрасте 15 лет. Он говорил родителям, что подаст документы на факультет востоковедения государственного университета, но в итоге не сделал этого. Его мать, Изулат Ханум, была очень расстроена этим, потому что сама была одной из первых выпускниц первого педагогического техникума в Азербайджане, и не хотела видеть своего сына на сцене.
Его женой стала театральный критик Камила Алекперова. У Камилы Алекперовой было две дочери-двойняшки: Изулат и Ламан. Замужние дочери-двойняшки Изулат и Ламан Алекперовы давно живут за границей. Муж госпожи Изулат, Фуад Искендеров, является Чрезвычайным и Полномочным Послом Азербайджана в Королевстве Бельгия и одновременно главой представительства Азербайджана в Европейском Союзе.
Он прожил всего 50 лет. Но в этот период он создал множество образов и фильмов. Учился на актерском факультете Театрального института на курсе Рзы Тахмасиба. В 1964 году окончил Азербайджанский художественный институт. Он был принят на работу в Азербайджанский государственный академический национальный драматический театр еще на третьем курсе. После этого известный артист Адиль Искендеров пригласил его в созданную им при киностудии студию «киноактерского мастерства».
Обучался на актёрском факультете Театрального института в классе Рзы Тахмасиба. С 3-го курса играл на сцене Азербайджанского государственного драматического театра. Вскоре от режиссёра Адиля Искендерова получил приглашение в киностудию «Азербайджанфильм» в студию «киноактёрство», созданную Искендеровым.

### Карьера
Его первая актерская карьера началась с фильма «Битва в горах». На тот момент он только закончил Художественный институт, страсть к кино привела его на студию. Он также учился в этом институте на курсе Рзы Тахмасиба. Это означало, что Шахмар Алекперов был уже зрелым актёром, и это видно по его дебюту в фильме «Битва в горах». В 1967 году этот фильм снял режиссёр Камиль Рустамбеков. Покойный писатель-журналист Ахмадага Гурбанов написал сценарий по своему рассказу «Колючая проволока». Герой Шахмара Алекперова – рядовой военнослужащий, служащий в пограничных войсках. В фильме интересный приключенческий сюжет. Фаррух выслеживает человека, перешедшего границу, и ловит его после больших трудностей, и оказывается, что это его родной отец, когда-то бежавший с родины во время войны. Первая роль, первый вызов, первое испытание. Все это удачно сложилось в судьбе Шахмара, и все характерные черты его героя Фарруха созданы с художественной точностью благодаря актёрскому мастерству. Да, с образа пограничника начиналась граница его творческого пространства. И эта граница прошла долгий и бурный путь до фильма «Газалхан», который он завершил как режиссёр.
В творческой биографии Шахмара Алекперова есть фильмы, которые являются одними из ценнейших образцов наших национальных нравственных ценностей. Причина этого в том, что эти фильмы ярко отражают реальную атмосферу определённого периода нашей истории, основанную на наших национальных и нравственных ценностях. Мазахир занимает особое место в творчестве Шахмара Алекбарова. Герой фильма «Я не был красивым», простой, искренний юный Мазахир как будто списан с образа Шахмара Алекперова. Весь внутренний мир этого простого водителя, его отношение к окружающим актёр без всякой импровизации передаёт зрителю. Мазахир, отличающийся оптимистичным характером, занимает свое место среди героев этого лирико-драматического фильма, повествующего о событиях, происходивших в одном из отдалённых горных селений в тяжёлые дни войны. Мазахир был новым персонажем в нашем кинематографе. Оптимистичный настрой этого мальчика-водителя значительно снижает трагическую нагрузку фильма. Он всегда смеется и шутит, словно хочет побороть боль войны, поселившуюся в сердцах людей. В любви Мазахира также есть искренность. Режиссёром картины выступил Тофиг Тагизаде. Вообще Шахмар Алекберов очень мало снимался в фильмах Тофика Тагизаде. Он создал очень интересных персонажей в обоих фильмах «Кызылгаз» и «Я не была красивой».

#### В качестве режиссёра
Желание снимать независимое кино не оставляло его в покое. Он был немного болен. Проблемы со здоровьем не позволяли ему работать актёром. Поэтому он решил работать режиссёром и впервые снял фильм «Экзамен» вместе с Гульбениз Азимзаде. Шахмар Алекперов с большим энтузиазмом работал над этим социально мотивированным фильмом. Всё было ему знакомо. Камера, операторская работа, постановка декораций, игра актёров были его профессией. Но у него были опасения. Сценарий написал Анар по рассказу «Летние дни города». Но с Гулбениз Азимзаде он работал настолько комфортно, что казалось, будто он уже много лет занимается режиссурой. Когда фильм вышел на экраны, все заботы были позади. Автор сценария Гулбениз Азимзаде и зрители остались довольны фильмом. В этом нуждалась и Шахмар Алекперова.
А потом Эльчин сделал «Ночь без берегов», которую написал по рассказу «Выживание курицы». Это было в 1989 году. В то время Шахмар Алекбаров, несмотря на страшную болезнь, работал. Казалось, он торопился. Он снял фильм за очень короткое время. Но когда фильм был готов, он столкнулся с серьезными конфликтами. Целью было показать некоторые моменты из жизни женщин во время войны. Женщины, собравшиеся перед студией, провели пикет и хотели отменить фильм. Этот фильм вызвал большие споры с момента его выхода. Некие люди, «стерегущие азербайджанку», «забросали камнями» экранную работу Шахмара Алекперова. После того, как «Ночь без берега» была показана всего несколько раз, она исчезла с экранов. Даже сегодня отношение к нему неоднозначное. Так сказал о фильме близкий друг и сокурсник Шахмара Алекперова Тариел Гасымов.
"Роли, которую я играл в сценарии гонца, там не было. Ее добавил в сценарий сам покойный Шахмар Алекбаров. Он сказал, что вы оба будете участвовать в фильме и поедете смотреть Ригу. Сцена, в которой я был Фильм снимался в Риге. В то время покойный Шахмар был очень болен. Страдал. Но был снят в очень хороший фильм. Правда, в советское время этот фильм критиковали".
Народная артистка и исполнительница роли Розы в фильме Нурия Ахмедова так объяснила свои мысли.
«Однажды Шахмар позвонил, не приходите на киностудию, там полно людей, вас убьют. Не говорите мне, женщины собрались во дворе киностудии и протестовали и кричали. армяне работающие в киностудии приложили руку к проведению этого пикета. На самом деле в фильме не было никаких возражений. Он просто показал ту среду в которую попали женщины во время войны. Показано что война вынуждала женщин заниматься проституцией без своей воли. А в то время снять фильм на такую тему было сложной задачей. Жаль, что такой сценарий остался без зрителей».
Заслуженная артистка Мехрибан Ханларова
«Когда был показан фильм, это вызвало определенные протесты. Хотя Шахмар Алекперов в то время был тяжело болен, он не обращал внимания на такие вещи. Он был очень профессионален и говорил, что такие вещи бывают. якобы избили меня после этого фильма. Это полная ложь. Но даже сегодня я счастлив, что меня взяли в «Беспарусную ночь», потому что я работал с таким человеком, как Шахмар Алекперов»..

Но Шахмар Алекперов нашёл с ними такой хороший язык, что всё закончилось очень легко.
В фильме очень серьёзные социальные мотивы. Да, война приносит людям трагедию в любой ситуации. Он оставляет семьи без головы, делает несчастными судьбы. Как Зибейда, герой фильма. На эту роль режиссер пригласил Огулдурди Мамедкулиеву из Туркменистана. Первой внештатной работой Шахмара стала «Ночь без парусов». Он внимательно относился к каждому выстрелу. Он также проявлял осторожность в собрании. К счастью, всё обошлось и фильм имел широкий резонанс. Однако Шахмар Алекперов не мог нарадоваться всласть. Он был болен. Пришлось делать операцию на челюсти. Хотя приятные впечатления от «безбрежной ночи» и принесли некоторую легкость в его болезненное тело, они запоздали. Ему пришлось ехать в Германию на операцию. Это было хорошо.
Он хотел осуществить мечту, которую давно носил в своём сердце. Этот знаменитый газалхан заключался в создании экранного образа Алиаги Вахида. И вот однажды Шахмар Алекперов приступил к съёмкам «Газалхан» по своему сценарию. Это был 1990 год. Он работал больным. Тем не менее, он, казалось, торопился. На главную роль он пригласил молодого актера Логмана Каримова. Съёмки идут нон-стоп, всё было в порядке. Когда фильм закончился, стало понятно, что материала очень много. Шахмар Алекперов решил снимать фильм в двух частях. В 1991 году фильм вышел на экраны. «Газалхан» оживляет разные моменты жизни и творчества азербайджанского поэта Алиаги Вахида. Здесь очень реалистично нашли отражение традиции бакинских сел и литературная среда XX века. К сожалению, Шахмар Алекперов не смог увидеть судьбу фильма на экране. Беспощадная смерть унесла его из кино. В 1992 году жизнь Шахмара Алекперова достигла вечности. У него было много снов. Он написал сценарий. Он хотел нарисовать его сам. Он был посвящён известному бакинскому миллионеру Ага Мусе Нагиеву. Правда, этот сценарий был снят уже после его смерти. Режиссёр Ровшан Алмурадли снял этот фильм.

#### В качестве актёра
Некоторые роли Шахмара Алекперова: Газанфар («Хочу семерых сыновей…»), Огул («Ожидание»), Иман («Последний перевал») , Ариф («Жизнь испытывает нас»), Ризван («Золотой газ»), один из мальчиков («Мальчики с нашей улицы»), Азад («Ветры дуют в Баку»), Катыр Мамед («Катыр Мамед»), Фейзи («Фирангиз»), Гюндуз Керимли («Удар сзади»), Джавидан («Бабек»), Нуру («Чужой человек») , Тахир ("Жди меня"), Халик (Такие персонажи, как "Старики, старики…", Джумшуд ("Когда наступит август"), Ибрагим ("Седлайте коней") — это разные люди с разными характерами и мировоззрения. Однако объединяет их актёрский талант Шахмара Алекперова, прекрасная исполнительская манера и безмерная любовь к своему искусству.
В фильме "Я хочу семерых детей…" Гагани "Не умирай, дядя Газанфар, не умирай!" — одна из прекрасных сцен, где он обнимает её, когда она ранена. Это одна из редких сцен, где даже в момент смерти актер вырывает зрителей из трагедии и вызывает улыбку. Шахмару Алекперову это удавалось, это качество было свойственно далеко не каждому актёру.
Шахмар Алекперов тоже хотел сказать свое слово в кинематографе как режиссёр. Однажды он отнёс сценарий директору студии Адилю Искендерову и сказал. «Адиль, учитель, я хочу снять фильм». Адиль Искандаров ответил: «Какой у тебя красивый костюм». Подойдя и потирая рукой ткань костюма, он сказал: «Это хороший материал, давай сделаем такой для меня». Это означает, что Шахмар Алекперов мог бы выступать в качестве режиссёра.
В «Азербайджанфильме» Шахмар Алекперов проявил себя как актёр и режиссёр, а также дублировал фильмы. Шахмар Алекперов сыграл в 147 фильмах. Среди известных ролей — Фаррух («Поединок в горах»), Газанфар («Семеро сыновей моих»), сын («Ожидание»), Иман («Последний перевал»), Ариф («Жизнь испытывает нас»), Азад («В Баку дуют ветры»), Гатыр Мамед («Мститель из Гянджабасара»), Джавидан («Бабек»), Ибрагим («Пора седлать коней») и др.
В 1987 году Шахмар Алекперов (совместно с Гюльбениз Азимзаде) снял свой первый фильм «Экзамен» по мотивам повести Анара «Летние дни города» с Гамлетом Ханызаде в главной роли. Алекперов снял также такие фильмы как «Газельхан» и «Безбрежная ночь».
При жизни ему были присвоены звания заслуженного и народного артиста Азербайджанской ССР.
Шахмар Алекперов заболел во время съёмок фильма «Фирангиз». Будучи у стоматолога, Алекперов поранил язык. Рана была простужена во время съёмок фильма и превратилась в язву. Из-за болезни (в нижней челюсти у Алекперова развился рак) Алекперов больше не мог нормально разговаривать и играть и занимался только кинорежиссёрской деятельностью. Болезнь прогрессировала. Зимой 1992 года актёра повезли на лечение в Гамбург, но врачи заявили, что в случае с Алекперовым медицина бессильна.

### Смерть
Мучительная болезнь продолжалась семь лет. Все началось со съемок фильма «Фирангиз». Его язык был травмирован у дантиста, и он превратился в язву, потому что он простудился во время съемок. Шахмар Алекперов мужественно переносил сложные лечебные процедуры и осложнения болезни. Он был очень волевым человеком. Зимой 1992 года его семья увезла его в Гамбург, но там решения не нашлось.
Когда Шахмар Алекперов вернулся в Баку, его госпитализировали. Вместе с ним в больнице остались его жена Камилла Алекбарова и дочери Изулет Ламан (двойняшки). После долгих страданий кинооператор, народный артист Шахмар Алекперов скончался 12 августа 1992 года в возрасте 48 лет от рака языка. Похоронен на II Аллее почётного захоронения в Баку.

## Наследство
Шахмар Алекперов был таким заботливым и искренним человеком, что каждый, кто с ним общался, с радостью расставался с ним, а приятные моменты этой встречи он долго не забывал. Этот оптимизм был для него находкой. Он любил людей, и эта любовь была в его природе. Его добродушные, человеколюбивые, гуманистические чувства переносились на его искусство. Его роли были такими же, как и он сам. Какую бы роль ты ни взял, это как Шахмард. Хасан Аблудж был близким другом Тариела Гасымова.

### Память
Вообще, Шахмар Алекперов за свою 20-летнюю карьеру работал с разными режиссерами. Все эти творческие «союзы» оказались очень успешными. Он очень хорошо сказал об этом в своих «Воспоминаниях». Но жизнь не позволила ему опубликовать эти сочинения в виде книги. Все было там. Это была не только биография Шахмара Алекперова, но и живая летопись 20-летнего периода азербайджанского кино в целом.
О Шахмаре Алекперове подготовлен специальный выпуск газеты «Кино». В том номере, вышедшем в 1994 году, о нем много говорилось, а также печаталась часть тех воспоминаний о процессе создания фильма «Хочу семерых сыновей…». Когда читаешь эти воспоминания, чувствуешь, как сильно Шахмар Алекперов любил это искусство, этот народ, этот народ. Может быть, сладость, впитанная в его роли, исходила от этой любви.
17 июля 2018 года в Музейном центре, организованном Азербайджанским государственным фильмофондом, было отмечено 75-летие Шахмара Алекперова.

## Награды
- Заслуженный деятель искусств Азербайджанской ССР — 23 декабря 1976 г.[35]
- Почётное звание «Народный артист Азербайджанской ССР» — 21 марта 1989 г.
- Премия[какая?] за лучший полнометражный фильм — 1991 г.

## Фильмография
| Название                     | Год     | Тип фильма                                                          |
| ---------------------------- | ------- | ------------------------------------------------------------------- |
| 1001-й тур                   | 1974 г. | (Художественный фильм) — саундтрек: Режиссёр (Эльдар Алиев)         |
| День рождения                | 1977 г. | (Художественный фильм) — актёр озвучивания: Али (Давид Уплисашвили) |
| Вода без названия            | 1985 г. | (Художественный фильм) — Чтение текста                              |
| Бабек                        | 1979 г. | (Художественный фильм) — роль: Джавидан                             |
| Баис                         | 1985 г. | Художественный фильм                                                |
| Ветер дует в Баку            | 1974 г. | (Художественный фильм) — роль: Азад                                 |
| …любовь рыб                  | 1979 г. | (Художественный фильм) — Чтение текста                              |
| Вечеринка, которой не бывает | 1981 г. | Художественный фильм                                                |
| С головы до пят              | 1973 г. | Художественный фильм                                                |
| Когда прилетает сова…        | 1981 г. | (Художественный фильм) — актёр озвучивания: Камиль (Видади Алиев)   |
| Дом на одну семью            | 1978 г. | (Художественный фильм) — актёр озвучивания: Эльдар (Игорь Кваша)    |
| Один день, полночь…          | 1981 г. | (Художественный фильм) — озвучивает: Мамедов (Гаджимурад Егизаров)  |
| Смеющийся варёный цыпленок…  | 1983 г. | Художественный фильм                                                |
| Мальчики с нашей улицы       | 1973 г. | (Художественный фильм) — роль: Ибрагим                              |
| Вопрос без ответа            | 1977 г. | Художественный фильм                                                |
| Грань преступления           | 1985 г. | Художественный фильм                                                |
| Сложный вопрос               | 1979 г. | Художественный фильм                                                |
| Тупик                        | 1983 г. | Художественный фильм                                                |
| Через горный лес…            | 1964 г. | (Художественный фильм) — озвучивает: Сейфи (Эльхан Гасымов)         |
| Остров в горах               | 1971 г. | (Художественный фильм) — Чтение текста                              |
| Битва в горах                | 1967 г. | (Игровой художественный фильм) — роль: Фаррух                       |
| Дамга                        | 1984 г. | Художественный фильм                                                |
| Камень терпит                | 1973 г. | Художественный фильм                                                |
| Каменные отношения           | 1983 г. | Художественный фильм                                                |
| Дада Горгуд                  | 1975 г. | (Художественный фильм) — актёр озвучивания: Алп Аруз (Гиви Тохадзе) |

- Дали Кура (фильм, 1969) — озвучивает: Рус Ахмед (Эльдар Алиев)
- Аджами Нахчивани (фильм, 1976) — актёр озвучивания
- Самое важное интервью (фильм, 1971) — актёр озвучивания: Алтай (Саявуш Шафиев)
- Firangiz (фильм, 1975) — роль: Фейзи
- Удар в спину (фильм, 1977) — роль: Дэй
- Вишневое дерево (фильм, 1972) — саундтрек к фильму
- Алава из (фильм, 1981) — роль: следователь Бабаев
- Жди меня (фильм, 1980) — роль: Тахир; актёр озвучивания: Ниджат (Расим Балаев)
- Тайна корабельных часов (фильм, 1983) — штатный текст
- Жизнь нас испытывает (фильм, 1972) — роль: Ариф
- Последний перевал (фильм, 1971) — роль: Иман
- Четыре воскресенья (фильм, 1975)
- Во имя закона (фильм, 1968) — актёр озвучивания: Мехман (Бимболат Ватаев)
- Будь, девочки (фильм, 1972) — озвучивает Иса (Рафаэль Дадашов)
- Я не была красивой (фильм, 1968) — роль: Мазахир
- Я хочу семерых сыновей (фильм, 1970) — роль: Газанфар
- Найди эту девушку